# Карловка (Самарская область)
Карловка — село в Шигонском районе Самарской области. Входит в состав сельского поселения Усолье.

## География
Расположено в 5 км от села Усолье, возле леса Карловская Дубрава. Через село проходит автодорога Сызрань-Шигоны-Усолье. 

## История
Село появилось в середине 19 века, названо по имени Карла Петровича фон Бруммера — управляющего Усольским имением графа В. П. Орлова-Давыдова в 1840—1860-е.

## Население
| 2010 |
| ---- |
| 23   |

## Инфраструктура
Личное подсобное хозяйство с зоной сельскохозяйственного использования, индивидуальная застройка усадебного типа.

## Достопримечательности
Церковь иконы Божией Матери Живоносный Источник
Часовня иконы Божией Матери Живоносный Источник

## Транспорт
Остановка общественного транспорта «Карловка» на въезде в село. 